# Until the World Goes Cold
Until the World Goes Cold è un singolo del gruppo musicale statunitense Trivium, pubblicato il 26 agosto 2015 come terzo estratto dal settimo album in studio Silence in the Snow.

## Descrizione
La strumentazione del brano è descritta da AllMusic come «una melodia ipnotica a cui si aggiungono, nei passaggi strumentali, il formidabile duo di chitarre soliste di Matthew Heafy e Corey Beaulieu, un basso tamburellante e un drumming a mitragliatrice», mentre nella voce di Heafy, seppur lodata, recensori hanno notato l'utilizzo di Auto-Tune. Il testo, guidato da un ritornello orecchiabile, secondo Matthew Heafy parla di «constatare e realizzare qual è il proprio scopo nel vivere e l'obiettivo da raggiungere in tutto; [...] è lottare attraverso tutto questo e sacrificare tutto quello che si ha da sacrificare per raggiungerlo».

## Video musicale
Il video del brano, realizzato in bianco e nero, è stato diretto, come tutti i video dei singoli estratti da Silence in the Snow, da Jonpaul Douglass. In esso, un uomo raccoglie una maschera di un demone da terra e, dopo averla indossata, inizia a girare la città, deserta, di notte. La maschera è la stessa che appare nella copertina dell'album Silence in the Snow, e raffigura il teschio del demone Ibaraki, futuro simbolo dei Trivium anche per gli anni a seguire.

## Tracce
1. Until the World Goes Cold – 5:21

## Formazione
- Matthew K. Heafy – voce, chitarra
- Corey Beaulieu – chitarra
- Paolo Gregoletto – basso, cori
- Mat Madiro – batteria

## Classifiche
| Classifica (2015)             | Posizione massima |
| ----------------------------- | ----------------- |
| Stati Uniti (mainstream rock) | 10                |
| Stati Uniti (rock airplay)    | 34                |